# Fontaine-l’Étalon
Fontaine-l’Étalon település Franciaországban, Pas-de-Calais megyében. Lakosainak száma 94 fő (2022. január 1.). Fontaine-l’Étalon Vacqueriette-Erquières, Quœux-Haut-Maînil, Caumont, Chériennes és Gennes-Ivergny községekkel határos.

## Népesség
A település népességének változása:
| Lakosok száma | 117  | 106  | 104  | 102  | 100  | 99   | 97   | 95   | 94   |
|               | 2013 | 2015 | 2016 | 2017 | 2018 | 2019 | 2020 | 2021 | 2022 |